# JYP Entertainment
Pour les articles homonymes, voir JYP.
JYP Entertainment Corporation (hangeul : 제이와이피엔터테인먼트) est une société de divertissement multinationale sud-coréenne fondée par Park Jin-young en 1997. La société opère principalement comme un label discographique, une agence de gestion d’artistes et une société de production de musique. Elle dispose de bureaux à Séoul, à Tokyo, à Pékin et à Los Angeles. Il s'agit de l'une des plus célèbres et influentes maisons de disques dans l'industrie de la K-pop.
JYP Entertainment est actuellement la maison des groupes musicaux 2PM, Day6, Twice, Stray Kids, Itzy, Xdinary Heroes, Nmixx et KickFlip. Le label produit également des groupes à l'international tel que NiziU et Nexz au Japon, et Vcha aux États-Unis.

## Histoire

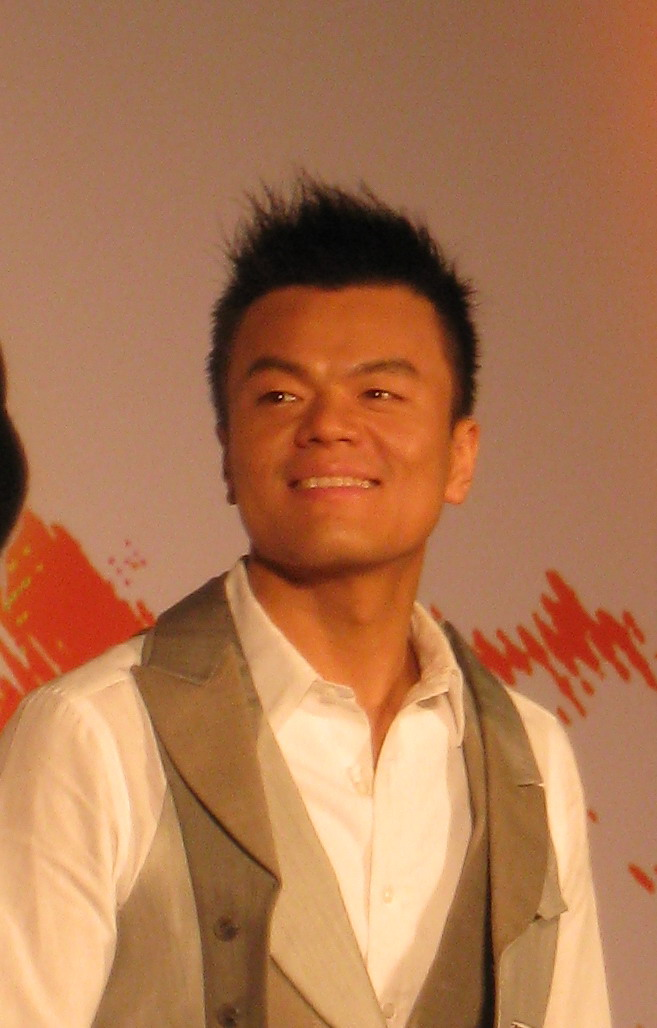
Park Jin-young, fondateur de la JYP Entertainment.

Park Jin-young crée la compagnie en 1997 sous le nom de Tae-Hong Planning Corporation, qui devient JYP Entertainment en 2001.
Park Jin-young ouvre une succursale américaine, JYP USA, à New York en juin 2007 avec l'intention de former des artistes coréens pour le marché américain. En octobre 2008, l'agence s'étend à nouveau avec une nouvelle branche créée en Chine, le JYP Beijing Center.
L'agence est considérée comme étant l'une des plus grandes compagnies de management en Corée du Sud avec SM Entertainment et YG Entertainment. Sa valeur est estimée à plus de cent millions de dollars. Dans une interview, Park Jin Young déclare que son succès résulte du fait qu'il transforme ses artistes en des « marques ».
La société JYP Entertainment n'évolue pas seule car elle est associée à d'autres maisons de production. Big Hit Entertainment, AQ Entertainment, J. Tune Entertainment sont ses principales filiales mais JYP Entertainment a aussi de fortes relations avec Cube Entertainment, l'ancien label de 4Minute, LOEN Entertainment et Starship Entertainment.
En décembre 2010, Park Jin-Young a annoncé que J.Tune Entertainment et JYP Entertainment fusionnent. L’assemblée générale des actionnaires de J. Tune Entertainment s'est tenue le 16 février 2011, et a débouché sur l’élection de Park Jin-Young et Jung Wook en tant que membres du conseil d’administration. La société J. Tune sera absorbée officiellement sous JYP Entertainment.
En 2011, JYP Entertainment, SM Entertainment, YG Entertainment, KeyEast, Ament et Star J Entertainment ont décidé de joindre leurs forces et créer une agence unique appelée « UAM » (United Asia Management) afin de promouvoir la K-pop dans le monde entier. En s’associant, ces six agences prévoient de transformer la Hallyu en « Asia-lyu » et se sont mis d’accord pour fonder une agence nationale et un système de collaboration et de casting avec le reste de l’Asie.
Le 9 décembre 2013, il a été révélé que JYP Entertainment avait décidé de liquider le sous-label AQ Entertainment. Après la liquidation de celui-ci, Miss A et Baek Ah Yeon sera désormais uniquement sous JYP Entertainment.

## Filiales
- JYP Entertainment Japan Inc.
- JYP Entertainment Hong Kong Ltd.
  - Beijing Cultural Exchange Ltd. (JYP China)
    - Beijing Fanling Culture Media
    - Beijing Shisung Entertainment (32 %, coentreprise avec Tencent)
      - (NCC) New Creative Contents Entertainment
- JYP Publishing Co., Ltd.
  - JYP Publishing USA
- JYP Pictures Inc.
- JYP Entertainment Thailand Inc. (2013—2021)
- JYP Three Sixty Corp.
- JYP USA Inc.
- JYP Partners[7]
- Innit Entertainment[8]

### Affiliés
- Dear U (18 %, avec SM Entertainment)[9]
- Zen Kosmetikos (27 %)[10]
- Beyond Live Corporation (13 %, avec SM Entertainment)[11]
- Eden Entertainment (20 %)[12]

## Artistes actuels
Tous les artistes sous JYP Entertainment sont connus collectivement sous le nom de JYP Nation. Les artistes de JYP Entertainment sont répartis sous différentes divisions responsables du management et des activités créatives,.
| Division     | Groupes                               | Artistes solo                        |
| ------------ | ------------------------------------- | ------------------------------------ |
| #1 One Label | - 2PM - Stray Kids - 3Racha           | - Jang Woo-young - Jun. K - Nichkhun |
| #2 Blu:m     | - Itzy                                |                                      |
| #3 Stride    | - Twice - MiSaMo - KickFlip           | - J. Y. Park                         |
| #4 SQU4D     | - Nmixx                               |                                      |
| Studio J     | - Day6 - Even of Day - Xdinary Heroes |                                      |
| JYP China    | - Boy Story                           | - Yao Chen                           |
| JYP Japan    | - NiziU - Nexz                        |                                      |
| JYP USA      | - Vcha                                |                                      |

## Acteurs
En juillet 2019, JYP Entertainment a annoncé des changements concernant sa division de gestion d'acteurs. Désormais, elle est gérée conjointement avec l'agence NPIO Entertainment.
Liste d'acteurs :
- Choi Yoon-je
- Hwang Bo-reum-byeol
- Kang Hoon
- Kim Dong-hee
- Lee Si-woo
- Park Seo-ham
- Park Seong-hyeon
- Ryu Seung-soo
- Shin Eun-soo (2016–2024)[18]
- Shin Ye-eun
- Yang Byeong-yeol

## Anciens artistes
Liste des groupes et artistes anciennement sous JYP Entertainment :

### Groupes
- Ryang-hyun Ryang-ha (2000–2004)
- g.o.d (1999–2005)
- Noel (2002–2007)
- Wonder Girls (2007–2017)[19]
  - Hyuna (2006–2008)
  - Sohee (2006–2014)
  - Sunye (2006–2014)
  - Sunmi (2006–2017)
  - Yeeun (2006–2017)
  - Yubin (2007–2020)
  - Hyerim (2010–2020)
- 2AM (2008–2010, 2014–2017)
- Miss A (2010–2017)[20]
  - Jia (2010–2016)
  - Min (2010–2017)
  - Fei (2010–2018)
  - Suzy (2010–2019)

- 15& (2012–2019)[21]
- Stray Kids : Woojin (2017–2019)[22]
- Got7 (2014–2021)[23]
- Day6 :
  - Junhyeok (2015–2016)[24]
  - Jae (2015–2022)[25]
- 2PM :
  - Jay Park (2008–2010)
  - Taecyeon (2008–2018)[26]
  - Chansung (2008–2022)[27]
  - Lee Junho (2008–2025)[28]
- Nmixx : Jinni (2022)
- Vcha : KG (2023–2024)

### Solistes
- Pearl (1997–2000)
- Park Ji-yoon (2000–2003)
- Rain (2002–2007)[29]
- Byul (2002–2006)
- Lim Jeong-hee (2005–2012)[30]
- San E (2010–2013)[31]
- Joo (2008–2015)[32]
- G.Soul (2015–2017)[33]
- Jeon So-mi (2014–2018)[34]
- Baek A-yeon (2012–2019)[35]
- Bernard Park (2014–2022)[36]

## Partenariats

### Labels distributeurs
- Corée du Sud : Dreamus Company (depuis 2018)[37]
- Chine : Tencent Music Entertainment (depuis 2021)[38]
- Chine : NetEase Music (depuis 2024)[39]
- États-Unis : Imperial Music / Republic Records (depuis 2020)[40]
  -  International : Virgin Music Group (depuis 2023)[41]

### Autres
- Promoteur de concerts : Live Nation Entertainment[42]